# 琉神マブヤー2
琉神マブヤー2（りゅうじんマブヤーたーち）は、琉球放送で2010年10月2日から12月25日まで放送された特撮番組。「たーち」とは沖縄方言で「2」を意味する。前作『琉神マブヤー』終了後に深夜枠で放送された「ゴーゴー！マジムン」の再放送と、「いちゃりばクーバー」も併せて放映される。

## 概要
2008年10月 - 12月にかけて放送された、『琉神マブヤー』の続編。だが、キャストが大幅に変更されており、前年に放送された、『琉神マブヤー外伝 SO!ウチナー』のキャストが多数、続投して出演している。

### 沖縄以外での放送
- 2012年1月7日から4月4日までTOKYO MXで毎週土曜日18:30時〜19:00時に放送された。1月7日の放送では映画『琉神マブヤー THE MOVIE 七つのマブイ』公開直前特番も放送された。
- 2012年1月14日18:30〜20:00にJ-COMチャンネル関西にて「琉神マブヤー」シーズン2 ベストセレクションが放送された。
- 2012年8月20日からニコニコ動画琉神マブヤーチャンネルにて有料配信された。

## あらすじ
マジムン台風を退けた後、ヒジュルーゾーンへ飛ばされた兄を探すカナイであったが、新たな敵「ハブクラーゲン」と「ヒメハブデービル」が現れる。再び、沖縄のマブイを奪い始めたマジムンたちだが、ヒメハブデービルの真の狙いは別にあった。

## キャスト

### レギュラー・準レギュラー
- カナイ / 琉神マブヤー ：翁長大輔
- ニライ / 龍神ガナシー ：末吉功治
- ナミ / 鳳神カナミー：仲本紫野
- 福地紅亜 - 桃原遥
- オバァ - 吉田妙子
- ウクレレ - 古堅晋臣
- ハブクラーゲン - 与那嶺圭一
- オニヒトデービル - 金城諒
- マングーチュ - 椎名ユリア
- ヒメハブデービル - 浦崎明香理
- クーバー1号 - 仲宗根豪
- クーバー2号 - 浦中孝治
- 福地岩次郎 - 新垣正弘

### ゲスト
- ハブデービル - ゴリ
- 森の大主 - ヒゲのカッチャン
- 森の妖精キジムコン - Cocco

## スタッフ
- 企画：畠中敏成
- チーフプロデューサー：古谷野裕一
- プロデューサー：瀬川辰彦、比嘉洋
- 脚本：山田優樹
- 演出：川端匠志
- 演出助手：石田玲奈
- 制作統括：緑川徹也
- 制作：高良史朗、渡慶次真矢
- 撮影：仲宗根健
- RED ONEエンジニア : 鈴木元
- 音声：川端翔
- CA：鎌田康宏、前北斗、亀川善永
- ヘアメイク・スタイリスト：キャッツアイ、金城勝子、古謝弥生、新崎志乃
- キャストマネージャー：吉田智人
- アクション指導：打越陽二郎
- スチル撮影：宮市雅彦
- 編集/MA：知花武
- 3DCG/デジタル合成：匂坂正宏、平良隆一
- 音楽：上地正昭
- 美術協力：柳清本流 柳清会、濱田智有希
- 衣装協力：ROAD OF LIFE、COVER、大星広告、Tシャツ屋ドットコム
- 撮影協力：字米須自治会、久保田商店、米須住民の皆さん、武村石材建設、ヒューマンアカデミー
- 制作：沖縄映像センター
- 製作・著作：マブヤープロジェクト

## 関連楽曲

### オープニング
『琉神マブヤー2』
作詞 - 山田優樹
作曲 - 上地正昭
編曲 - 上地正昭
歌 - ディアマンテス

### エンディング
『夢みるマングーチュ』
作詞 - 尾崎奈保子
作曲 - 上地正昭
編曲 - 上地正昭
歌 - マングーチュ from 悪の軍団マジムン

## 放送リスト
|          | タイトル                                                           | 放送日        |
| 第一話   | かぎやで風のマブイストーンがデージなってる！                       | 2010年10月2日 |
| 第二話   | ヒジュルーゾーンがデージなってる！                                 | 10月9日       |
| 第三話   | サンのマブイストーンがデージなってる！                             | 10月16日      |
| 第四話   | ハーリーのマブイストーンがデージなってる！（前編）                 | 10月23日      |
| 第五話   | ハーリーのマブイストーンがデージなってる！（中編）                 | 10月30日      |
| 第六話   | ハーリーのマブイストーンがデージなってる！（後編）                 | 11月6日       |
| 第七話   | 三線のマブイストーンがデージなってる！                             | 11月13日      |
| 第八話   | 空手のマブイストーンがデージなってる！（前編）                     | 11月20日      |
| 第九話   | 空手のマブイストーンがデージなってる！（後編）                     | 11月27日      |
| 第十話   | ナミがデージなってる！                                             | 12月4日       |
| 第十一話 | ナミがしにデージなってる！                                         | 12月11日      |
| 第十二話 | マブイストーンがとにかくデージなってる！                           | 12月18日      |
| 最終話   | マブイストーンとかヒジュルーゾーンとかテーゲーむるデージなってる！ | 12月25日      |

## 映像ソフト化
マブヤープロジェクトから2011年2月22日にDVDが発売、ディレクターズ・カット版となっており特典映像や字幕の追加と言った変更点が見られる。